# خورسه
خورسه (به لهستانی:  Chursy) یک روستا در لهستان است که در گمینا نوژتس-ستاتسیا واقع شده‌است.